# 한국사료협회
한국사료협회(Korea Feed Association)는 배합사료 제조업의 선진국 과학기술 향상과 사료가공업 및 축산진흥에 기여함을 목적으로 1961년 7월 3일 설립된 대한민국 농림수산식품부 소관의 사단법인이다. 사무실은 서울특별시 서초구 서초동 1581-13에 있다.

## 주요 사업
- 사료가공업의 기술증진과 품질향상의 도모
- 사료산업에 관한 조사연구 홍보 및 출판물 간행
- 원료공동구입 및 이와 관련된 사업
- 사료산업 발전에 필요한 융자알선
- 정부기관으로부터 위임된 대행사무
- 사료산업에 필요한 기술자문 및 조사연구 용역 사업
- 교육훈련 및 연수
- 사료산업을 위한 부설연구소 설치운영
- 기타 본회의 목적달성에 필요하다고 인정하는 사업

## 같이 보기
- 먹이